# Bank Street College of Education
El Bank Street College of Education o simplement Bank Street és un centre d'ensenyament superior de la ciutat de New York, situat al barri de Morningside Heights a Manhattan. Creat el 1916, aquest college s'ha especialitzat en els diplomes universitaris d'ensenyament. El nom del college es deu a la seva antiga localització a Bank Street de Greenwich Village. Es va traslladar més al nord durant els anys 1970.